# Campeonato Europeu da Classe Olímpica RS:X 2012

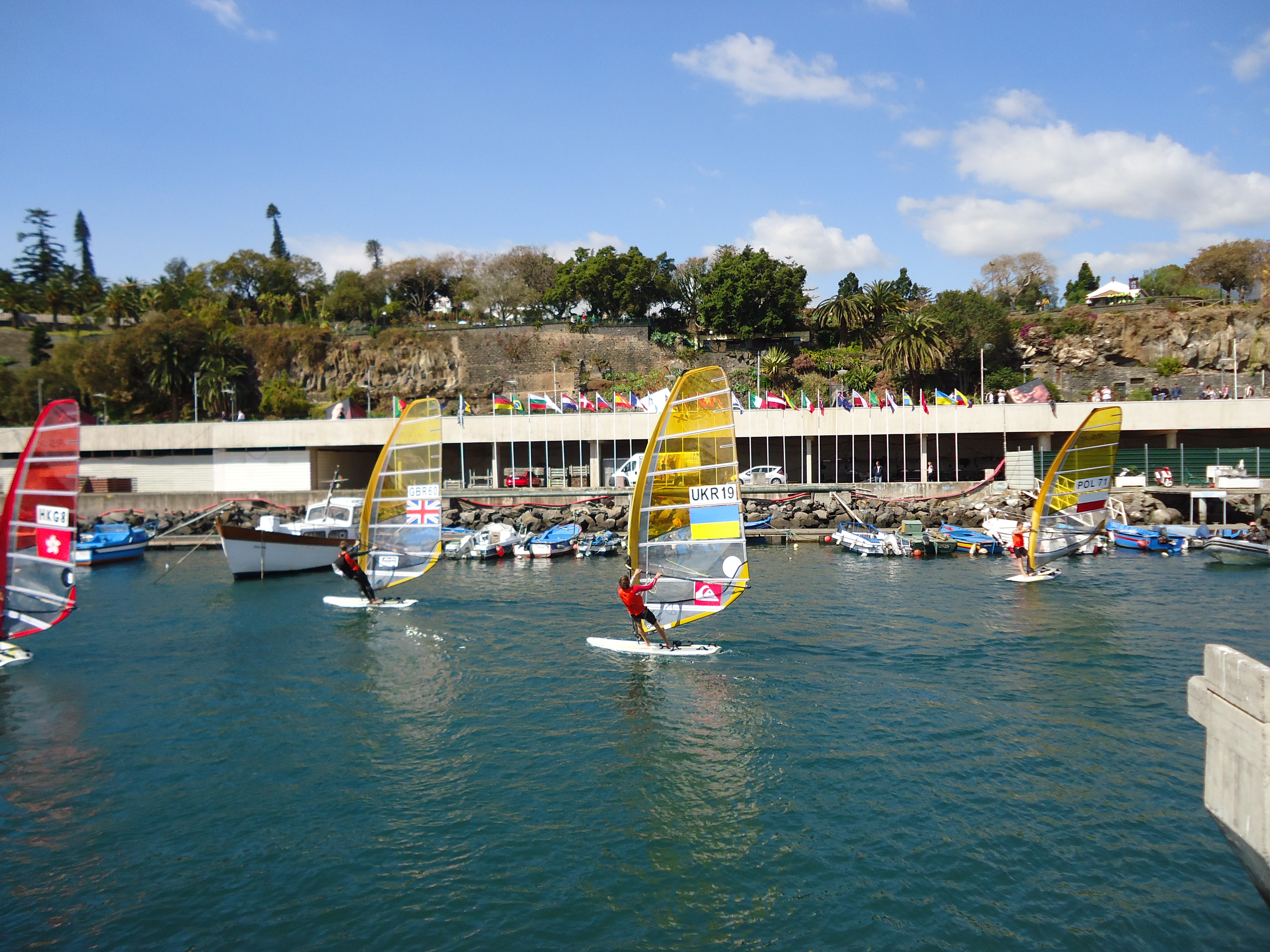
Saída da regata de treino nas docas de São Lazaro.

O Campeonato da Europa da Classe Olímpica RS:X 2012 (RS:X 2012 European Windsurfing Championships), também denominado Campeonato da Europa de Windsurf (Prancha à Vela), é um evento desportivo de categoria europeia da classe de vela RS:X (modalidade olímpica de windsurf), a contar para o apuramento para os Jogos Olímpicos de 2012. O evento realiza-se na baía da cidade do Funchal, Ilha da Madeira, Portugal, entre os dias 23 de Fevereiro e 1 de Março de 2012, com organização da responsabilidade do CTM e do Clube Naval do Funchal, composta por 70 elementos.

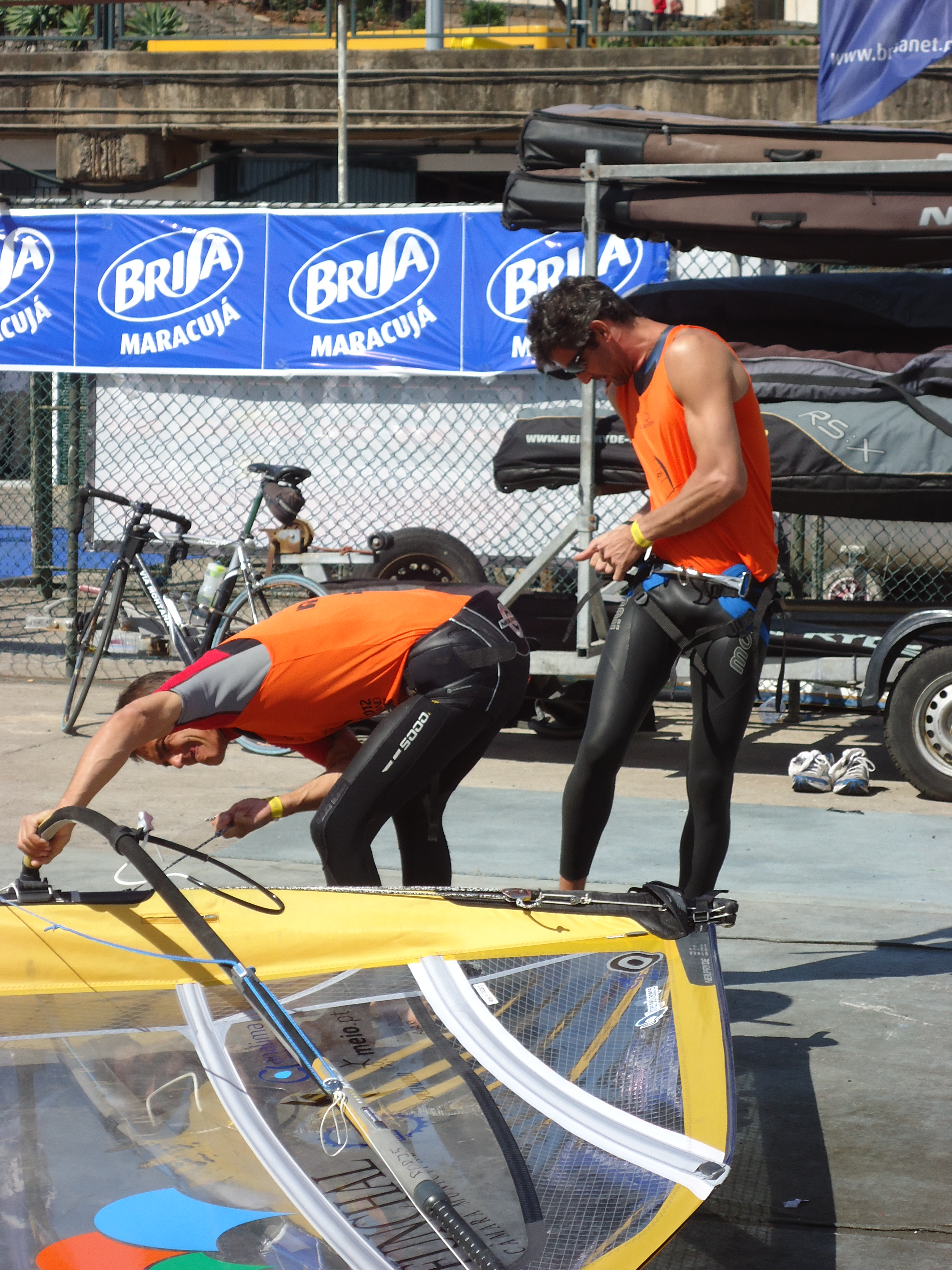
João Rodrigues e Ricardo Santos momentos antes da partida para regata de treino, no primeiro dia do evento

No evento participam 79 velejadores (56 masculinos e 23 femininos) de 28 nações de todo o mundo (Campeonato Aberto), incluindo a maioria dos velejadores da classe RS:X de categoria mundial. Os países mais bem representados são a França e a Polónia, com 12 atletas cada. As equipas não europeias participantes do evento são o Brasil, Hong Kong, México e Venezuela. Em representação de Portugal participam os velejadores madeirenses João Rodrigues, Luís Rodrigues e Pedro Moura. Ricardo Santos, conhecido por Bimba, natural de Búzios, Rio de Janeiro, e campeão mundial da modalidade, representa o Brasil.
O evento precede o Campeonato Mundial da modalidade que decorrerá em Cádiz, Espanha, entre 20 e 29 de Março de 2012.